# BackBox
BackBox é uma distribuição GNU/Linux derivada do Ubuntu, voltada para executar testes de penetração e de vulnerabilidade, o sistema dispõe de várias ferramentas para análise de sistemas e de redes.

## Conteúdo
O principal objetivo do BackBox é fornecer um sistema alternativo, altamente personalizável e de bom desempenho. BackBox usa o light gerenciador de janelas Xfce. O objetivo principal do BackBox é fornecer um sistema alternativo, altamente personalizável e com bom desempenho. BackBox utiliza o gerenciador de janelas light Xfce. Oferece uma experiência rápida, eficaz, personalizável e completa. Ele também tem uma comunidade muito útil por trás dele.
Inclui algumas das ferramentas de segurança e análise Linux mais utilizadas, visando uma ampla gama de objetivos, que vão desde análise de aplicações web até análise de rede, desde testes de estresse até sniffing, incluindo também avaliação de vulnerabilidades, computação forense análise e exploração de vulnerabilidades web.
Parte do poder desta distribuição vem de seu núcleo de repositório Launchpad, constantemente atualizado para a última versão estável das ferramentas de hacking ético mais conhecidas e usadas. A integração e desenvolvimento de novas ferramentas na distribuição segue a comunidade de código aberto, particularmente os critérios Diretrizes de Software Livre Debian.
O projeto foi originalmente desenvolvido na Itália em 2010, contudo em poucos meses tornou-se uma comunidade global. Atualmente, o projeto está sendo realizado com o apoio da comunidade internacional de software livre.

## Lançamentos
| Data                    | Lançamento          |
| ----------------------- | ------------------- |
| 9 de setembro de 2010   | BackBox Linux RC    |
| 3 de junho de 2011      | BackBox Linux 1     |
| 5 de maio de 2011       | BackBox Linux 1.05  |
| 3 de setembro de 2011   | BackBox Linux 2     |
| 2 de janeiro de 2012    | BackBox Linux 2.01  |
| 24 de abril de 2012     | BackBox Linux 2.05  |
| 24 de outubro de 2012   | BackBox Linux 3.0   |
| 23 de Janeiro de 2013   | BackBox Linux 3.01  |
| 23 de maio de 2013      | BackBox Linux 3.05  |
| 20 de setembro de 2013  | BackBox Linux 3.09  |
| 16 de Janeiro de 2014   | BackBox Linux 3.13  |
| 11 de outubro de 2014   | BackBox Linux 4.0   |
| 29 de Janeiro de 2015   | BackBox Linux 4.1   |
| 27 de abril de 2015     | BackBox Linux 4.2   |
| 20 de julho de 2015     | BackBox Linux 4.3   |
| 12 de outubro de 2015   | BackBox Linux 4.4   |
| 27 de Janeiro de 2016   | BackBox Linux 4.5   |
| 8 de março de 2016      | BackBox Linux 4.5.1 |
| 26 de maio de 2016      | Backbox Linux 4.6   |
| 8 de dezembro de 2016   | Backbox Linux 4.7   |
| 21 de julho de 2017     | BackBox Linux 5     |
| 9 de março de 2018      | BackBox Linux 5.1   |
| 9 de agosto de 2018     | Backbox Linux 5.2   |
| 18 de Fevereiro de 2019 | Backbox Linux 5.3   |
| 11 de junho de 2019     | Backbox Linux 6     |
| 15 de maio de 2020      | Backbox Linux 7     |
| 15 de novembro de 2022  | Backbox Linux 8     |

## Ferramentas
O BackBox inclui mais de 70 ferramentas, incluindo:
- Metasploit/Armitage
- Nmap
- BeEF
- OpenVAS
- W3af
- Social Engineering Toolkit
- Ettercap
- Scapy
- Wireshark
- Kismet
- Aircrack
- Ophcrack
- Sqlmap
- Crunch
- Reaver
- John The Ripper